# Каменський Петро Валерійович
Каменський Петро Валерійович (1860-1917) - російський громадський діяч і політик, член III Державної думи від Катеринославської губернії, член Державної ради з виборів.

## Біографія
Походив зі спадкових дворян Катеринославської губернії. Землевласник тієї ж губернії (мав 3177 десятин).
Закінчив Харківську 3-ю гімназію (1880) та юридичний факультет Харківського університету зі ступенем кандидата прав (1884). Був учнем Леоніда Владимирова. Після закінчення університету оселився у своєму маєтку Катеринославської губернії, де присвятив себе громадській діяльності.
Обирався почесним мировим суддею Бахмутського повіту (з 1881 р.) та Маріупольського повіту (з 1891 р.), гласним Маріупольського повітового та Катеринославського губернських земського зібрання, а також Маріупольським повітовим маршалком дворянства (1899—1913 рр.). Оскільки в повіті практично не було дворянства, свою діяльність переважно спрямовував на користь сільського населення: українських селян, колишніх німецьких колоністів, селян-греків та євреїв-землевласників. Обирався почесним піклувальником Катеринославського реального училища (1899-1902). Після нього на цю посаду обрано Михайла Родзянка.
Був відомим лектором та публіцистом, зокрема з питань благодійності. Брав участь у Міжнародному конгресі боротьби з пауперизмом, на якому виступив з доповіддю. У листопаді 1905 року у Москві вступив до Союзу 17 жовтня, а в рудні того року організував і очолив Маріупольський відділ партії. У 1907-1914 входив до ЦК партії октябристів.
1907 року  обраний членом III-ї Державної думи від Катеринославської губернії. Входив до фракції октябристів, був товаришем (заступником) голови бюро фракції. Обирався головою комісії з віросповідних питань, а також членом комісій: у старообрядницьких справах та у народній освіті. У Петербурзі винаймали спільну квартиру з іншим катеринославським членом парламенту, приятелем Каменського - Германом Бергманом.
15 вересня 1915 року був обраний членом Державної ради від Катеринославського земства замість князя М. П. Урусова. Входив до групи центру, від 1916 року був членом її бюро.
У 1917 став членом Помісного собору Православної церкви на запрошення Святішого Синоду, однак у засіданнях не брав участі.
Помер у 1917 році після тривалої хвороби. Був неодружений.

## Нагороди
- Орден Святого Станіслава 2 ст. (1894)
- Орден Святого Володимира 4 ст. (1897)
- Орден Святої Анни 2-ї ст. (1901)

## Твори
- Питання чи непорозуміння? До питання про іноземні поселення на Півдні Росії. - Москва, 1895.
- Викладання громадянської моралі у народних школах деяких країн Західної Європи. - Харків, 1898.
- Велосипедом з Варшави до Лондона: листи П.В. Каменського до проф. Л.Є. Володимирова. - Москва, 1898.
- У пошуках християн: дорожні враження. - Катеринослав, 1904.
- До питання благодійної організації імені графа Ф.Е. Келера. - Катеринослав, 1904.
- Проблема боротьби з бідністю у вигляді суспільної самодіяльності. - Катеринослав, 1904.
- Лікування бідності: досвід історичного дослідження - Москва, 1909.
- Значення торгово-промислових трестів на Заході та у нас. - Москва, 1909.
- Віросповідні та церковні питання у Державній думі третього скликання та ставлення до них "Союзу 17 жовтня". - Москва, 1909.
- Про руйнування Олександрівського хутора для глухонімих. - Москва, 1914.